# Джунглевый хохлатый орёл
Джунглевый хохлатый орёл (лат. Nisaetus nanus) — вид птиц семейства ястребиных. Выделяют два подвида. Обитает на перешейке Кра, Малайском полуострове, Суматре и Борнео. Его среда обитания — субтропические и тропические влажные низинные леса. Один из самых маленьких орлов в мире, его длина составляет около 46 см а масса — 500—610 г.

## Подвиды
- N. n. nanus (Wallace, 1868)
- N. n. stresemanni (Amadon, 1953)